# آکادمی علوم نیویورک
آکادمی علوم نیویورک (به انگلیسی: New York Academy of Sciences) در ژانویه ۱۸۱۷ تأسیس شد. این آکادمی یکی از قدیمی‌ترین انجمن‌های علمی در ایالات متحده و یک سازمان مستقل و غیرانتفاعی با بیش از ۲۰٬۰۰۰ عضو در ۱۰۰ کشور جهان است، مأموریت این آکادمی «پیشبرد تحقیقات علمی و دانش، حمایت از سواد علمی و ترویج حل چالش‌های جهانی جامعه از طریق راه حل‌های مبتنی بر علم» است.